# Burg Greifenstein (Filisur)
Die Ruinen der Burg Greifenstein liegen oberhalb von Filisur im Albulatal im schweizerischen Kanton Graubünden.

## Lage
Die Ruine der Höhenburg liegt auf 1246 m ü. M. hoch oberhalb des Dorfes und ist vom Geleise der Rhätischen Bahn aus über einen Waldweg in etwa einer Viertelstunde gut zu erreichen. Der oberste Teil der Anlage kann heute nur noch mit Kletterausrüstung bestiegen werden; der Weg, den Clavadetscher/Meyer 1984 noch erwähnen, ist nicht mehr begehbar.
Nicolin Sererhard schrieb um 1740: Das alte Schlosz Gryfenstein stehet auf einem sehr hochen gächen [steilen] Büchel.

## Anlage
Die ausgedehnte Anlage war mit grossem Höhenunterschied auf drei Geländestufen verteilt. Die baulichen Zusammenhänge sind nicht mehr klar.
Auf der obersten Stufe, einem schwer zugänglichen, auf allen Seiten senkrecht abfallenden Felskopf stand ein turmartiges Gebäude mit unregelmässigem Grundriss. Der Zugang erfolgte über eine in den Fels gehauene Treppe mit drei Kehren. In den Fels geschlagene Löcher lassen auf eine gedeckte Holzgalerie schliessen.

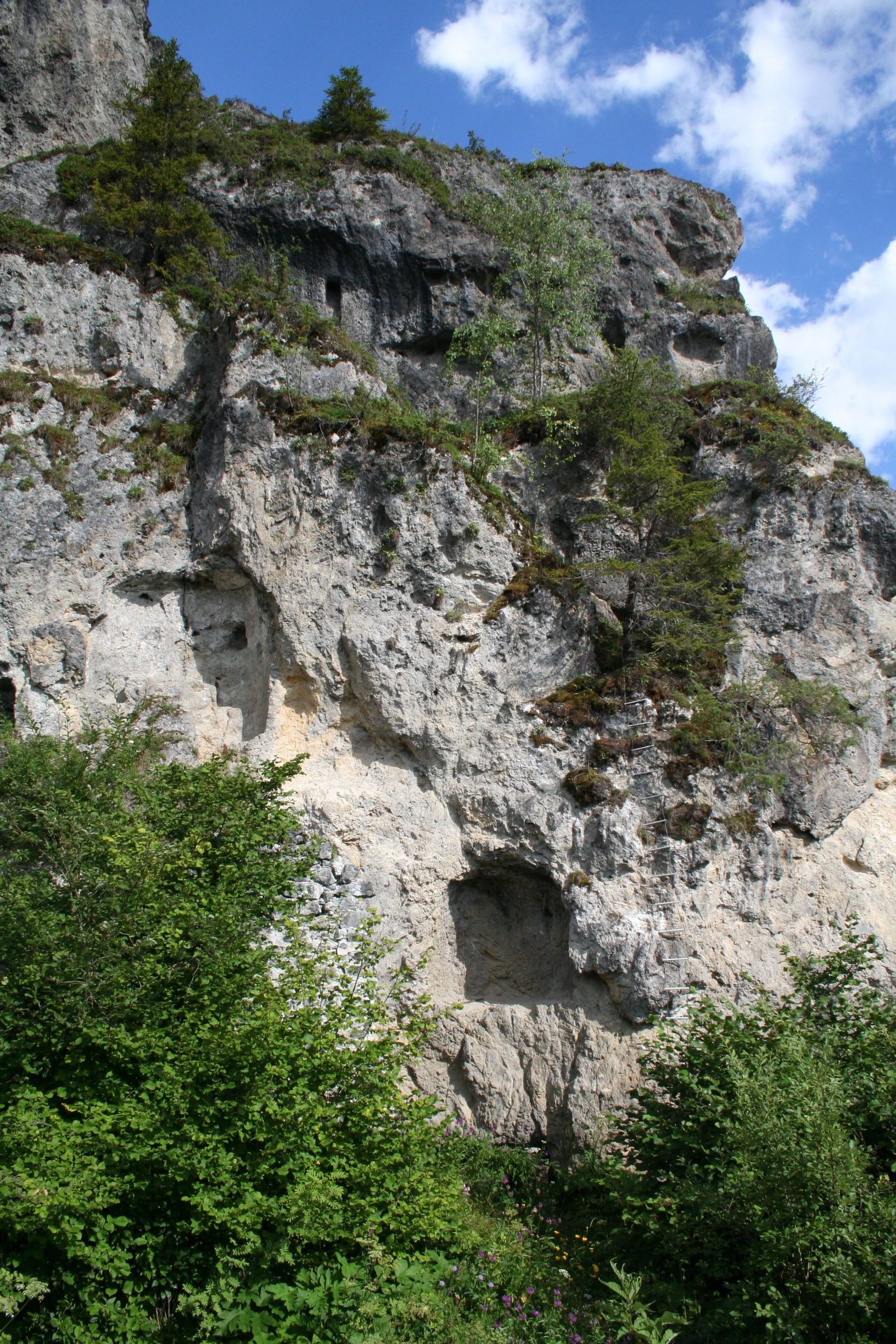
Ostwand

Auf der Terrasse der mittleren Stufe lag die Hauptburg, angelehnt an die senkrecht aufsteigende Ostwand. Von den ursprünglich drei Stockwerken ist das unterste stark überwachsen und mit Schutt aufgefüllt. Reste einer dem Plateaurand folgenden Umfassungsmauer haben sich erhalten. In der Westwand sind Fenster, ein Aborterker und ein Schüttstein erhalten. Die Anordnung der Balkenlöcher in der Südwestwand lässt nur eine Stockwerkhöhe von ca. 1,5 m zu; der Grund für diese Einteilung ist nicht bekannt.

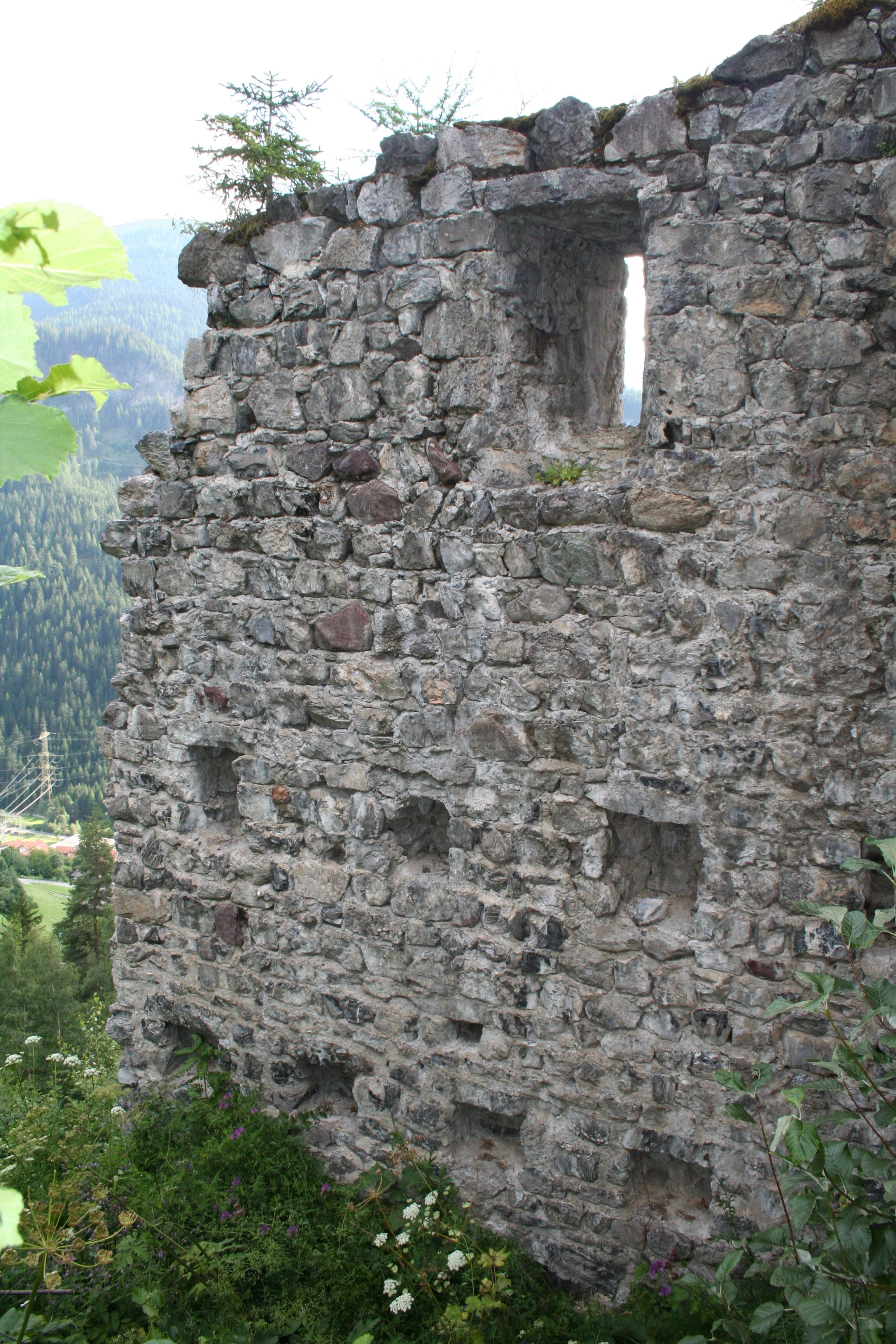
Südwand mit dem niedrigen Stockwerk
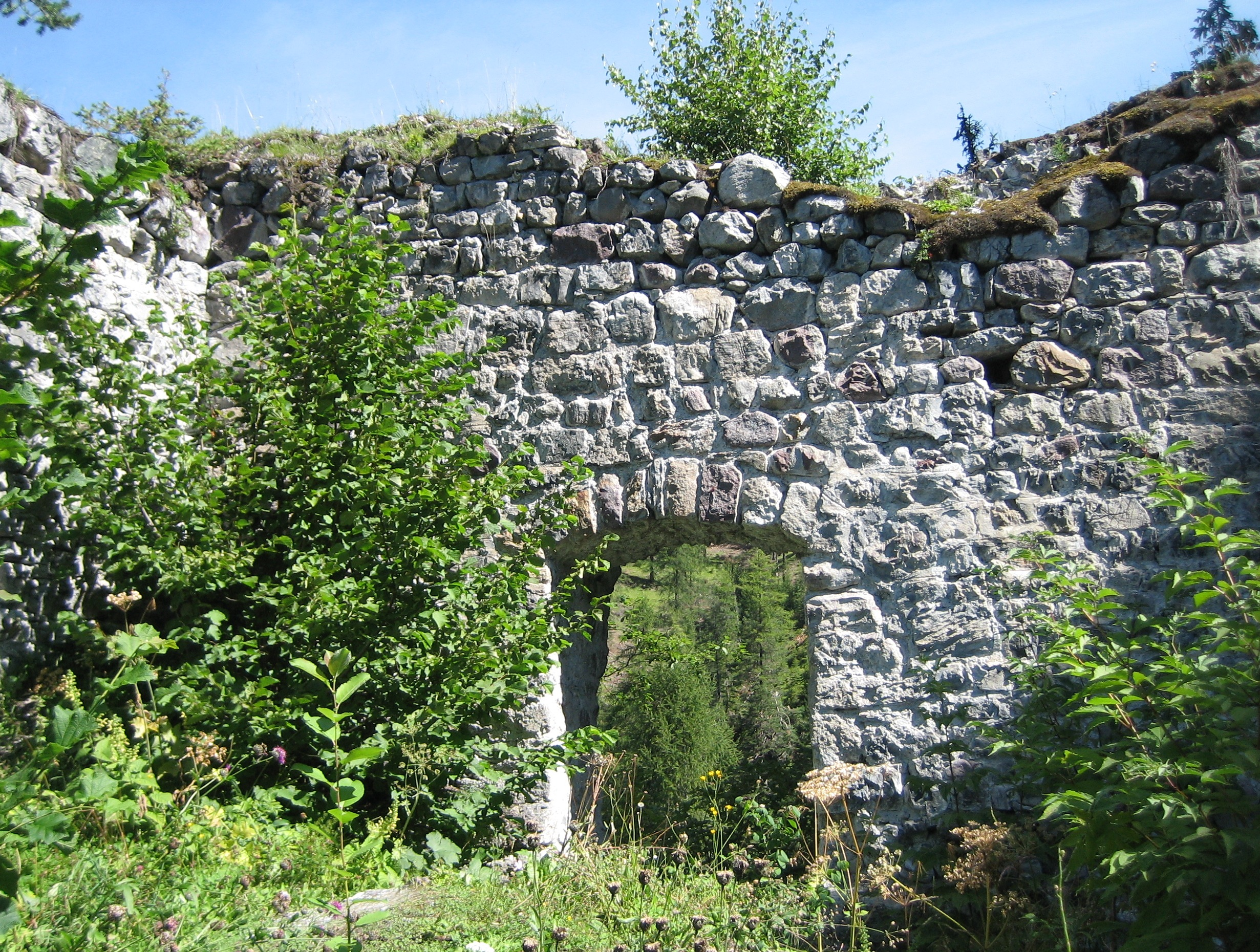
Fenster in der Nordwand
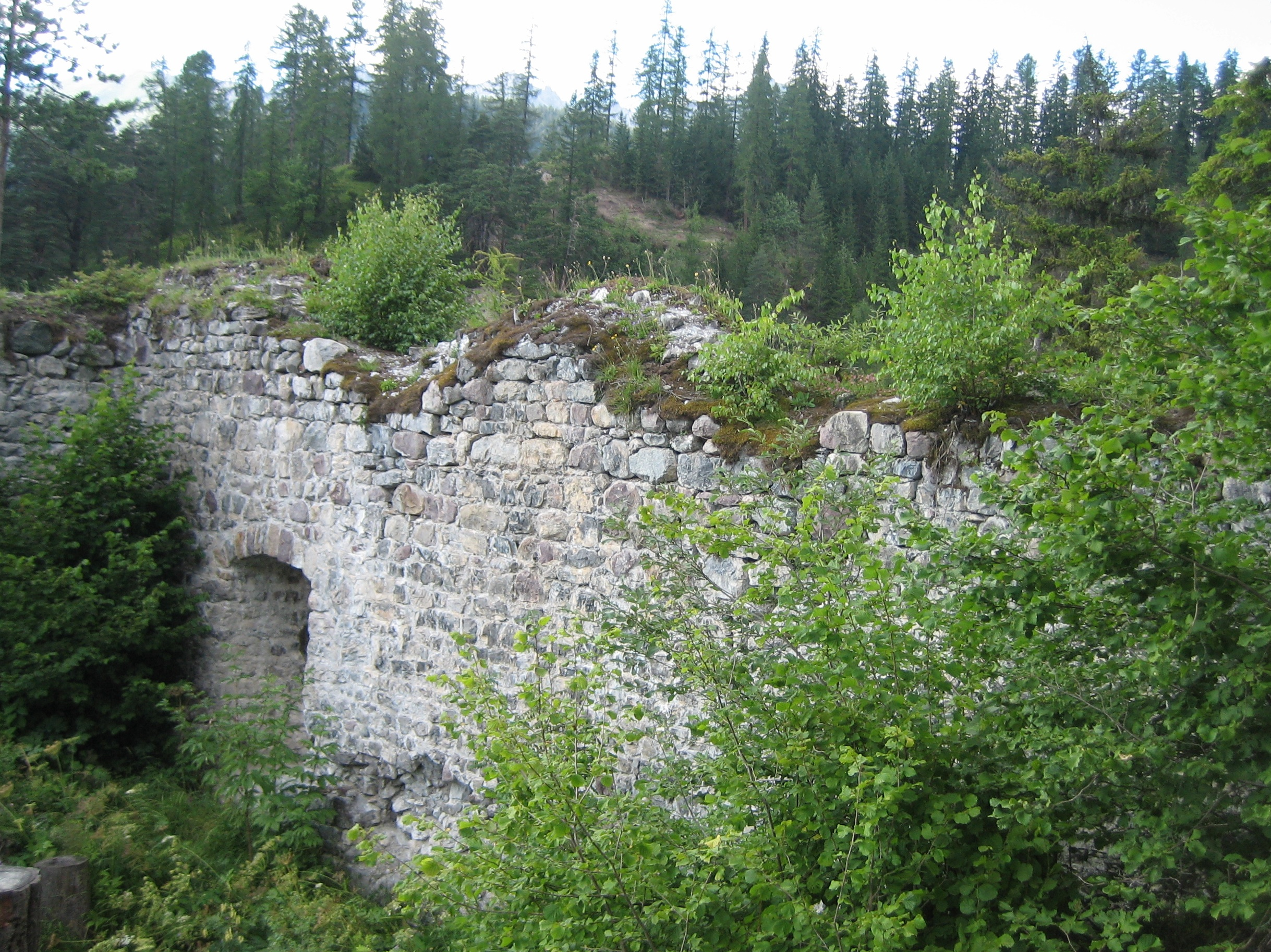
Nordwand gegen Westen
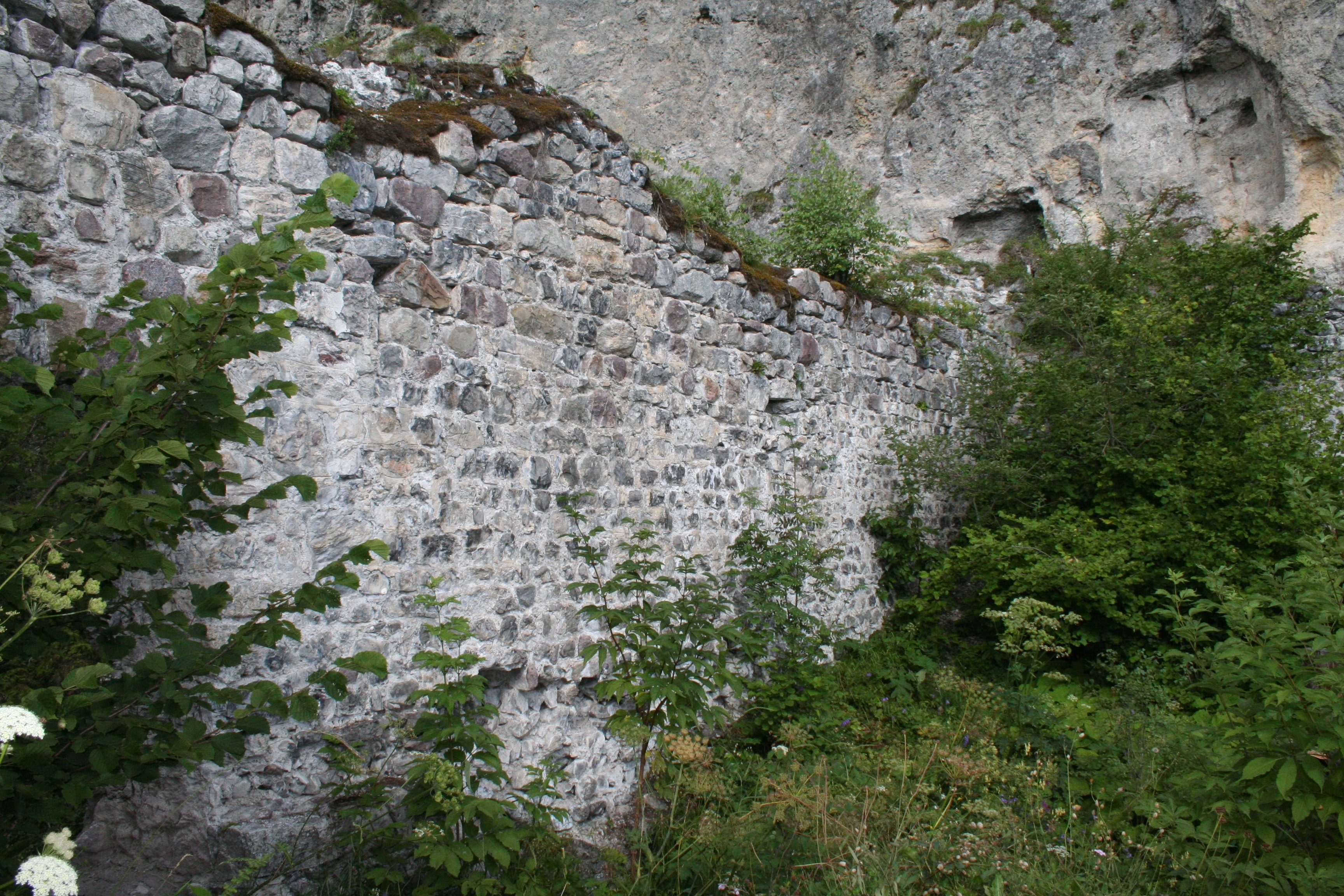
Nordwand gegen Osten

Lage und Art der einzelnen Gebäude sind nicht mehr erkennbar. Sicher lagen hier die Wohngebäude sowie eine an die Nordwand angelehnte Kapelle, deren in den Fels geschlagene Apsis noch gut erhalten ist. Die 1930 von Erwin Poeschel erwähnten Malereien – braunen Bänder sowie ockerfarbenen und hellblauen Dekorationen – sind nicht mehr erhalten. Südlich unterhalb der Kapelle lag die aus dem Felsen geschlagene Zisterne, die von einer Mauer abgeschlossen war und eine schmale Öffnung für die Schöpfvorrichtung freigab. Die Schöpfvorrichtung mit ausgehauenen Balkenlöchern lag oberhalb der Zisterne. Das Tor zur Anlage lag in der Südwestpartie, die bis auf wenige Reste abgetragen ist.

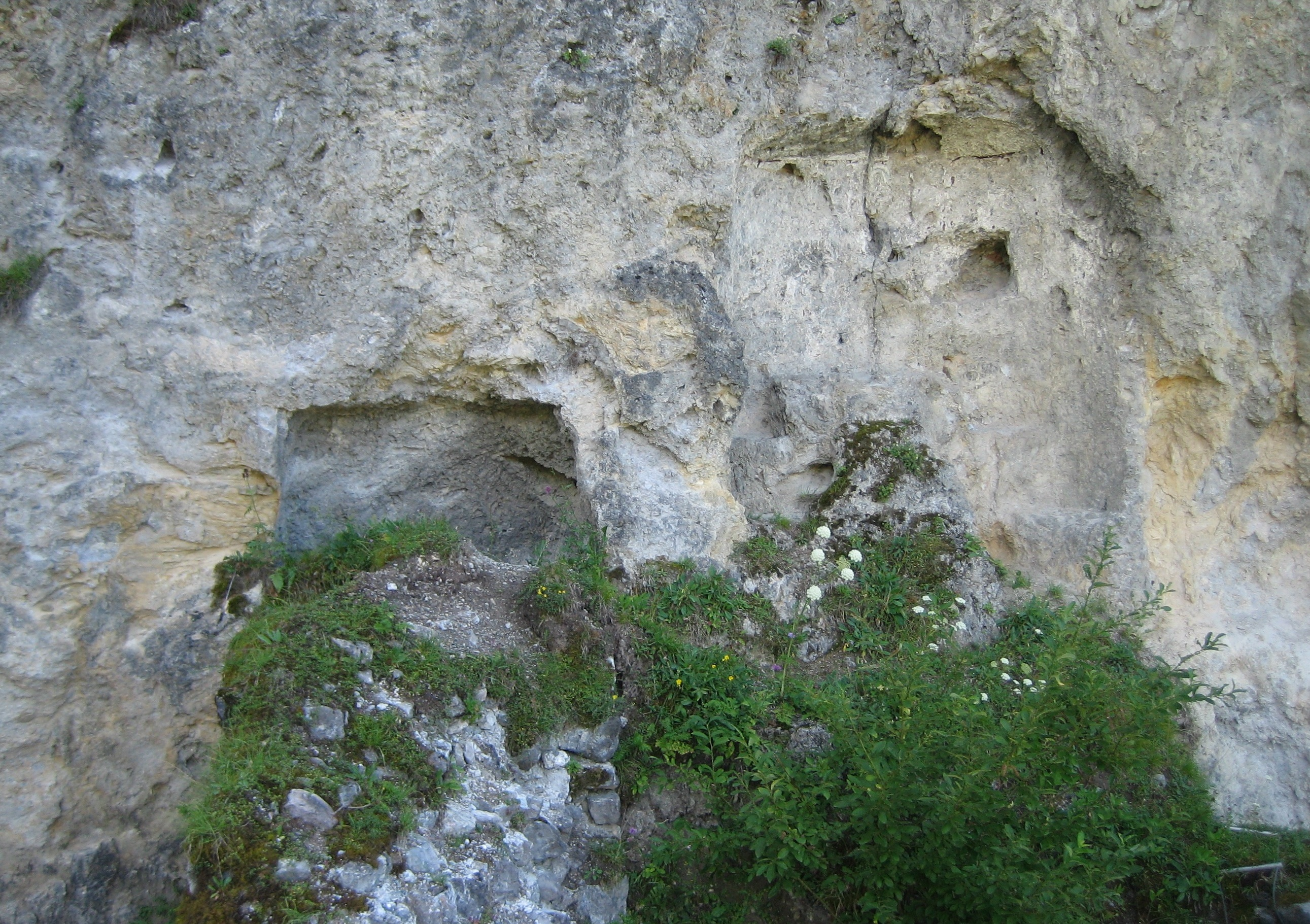
Anschluss Nordmauer an Fels, rechts die Apsis der Kapelle
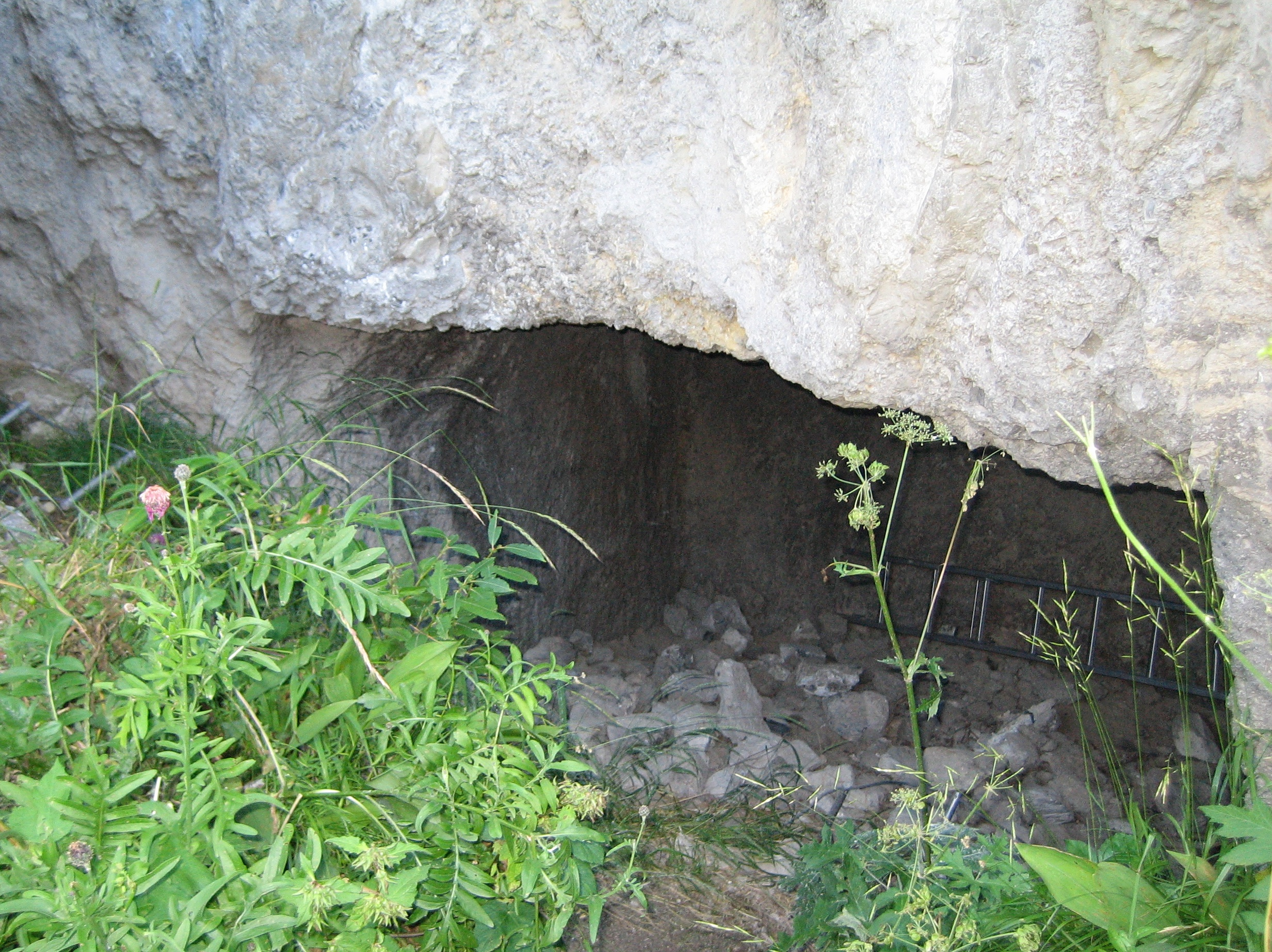
Zisterne
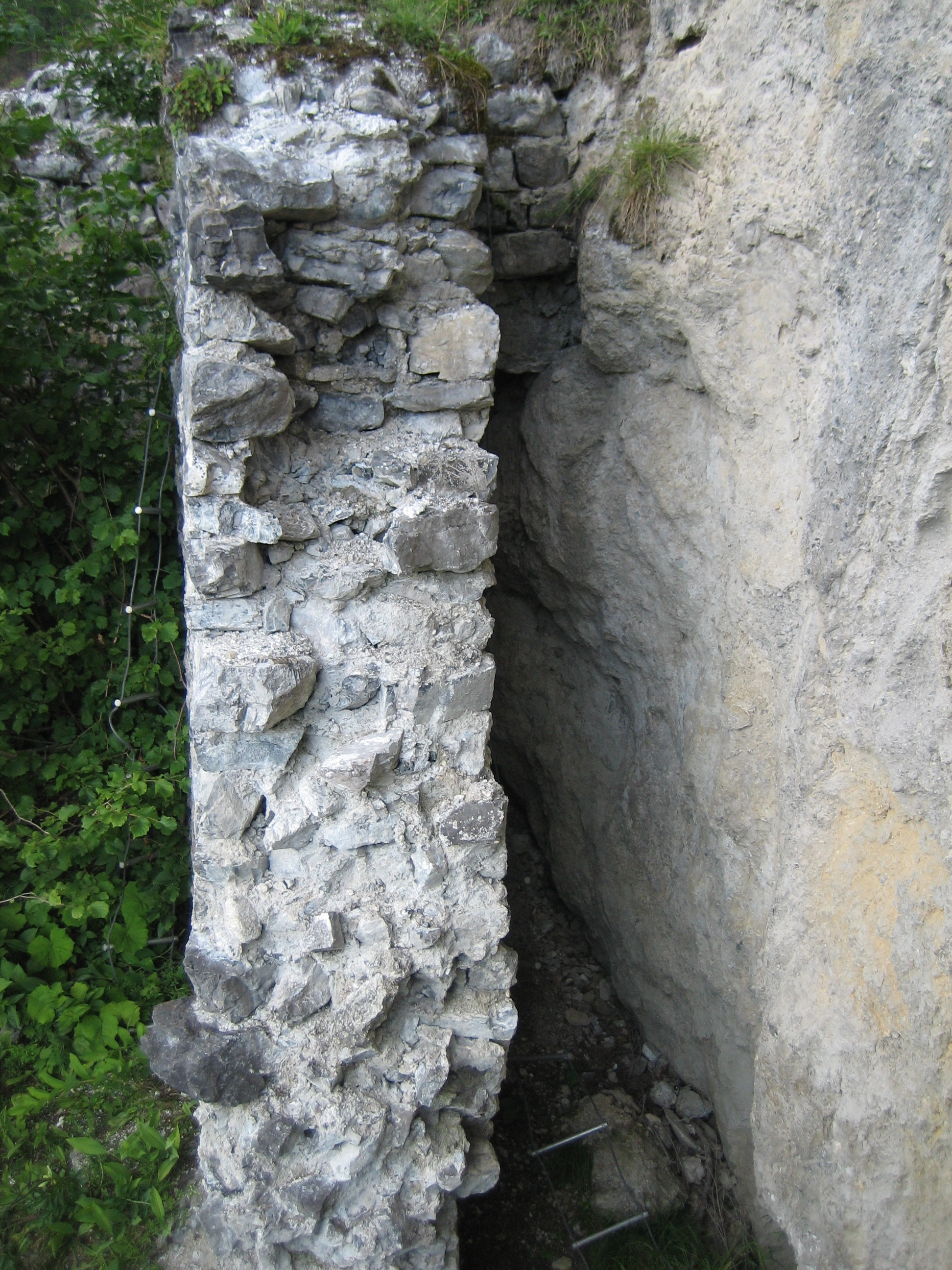
Schöpfschacht
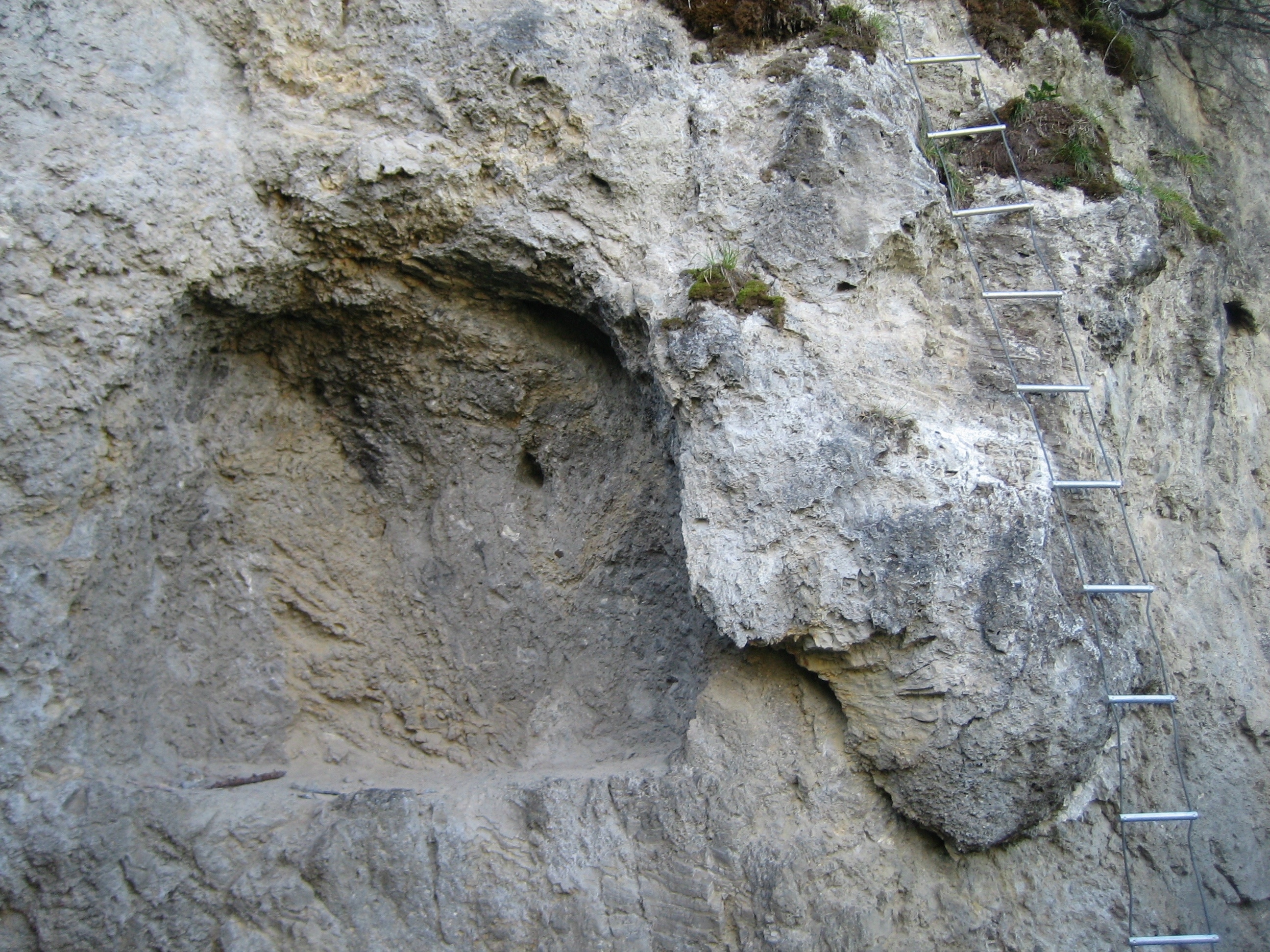
Raum für Schöpfvorrichtung
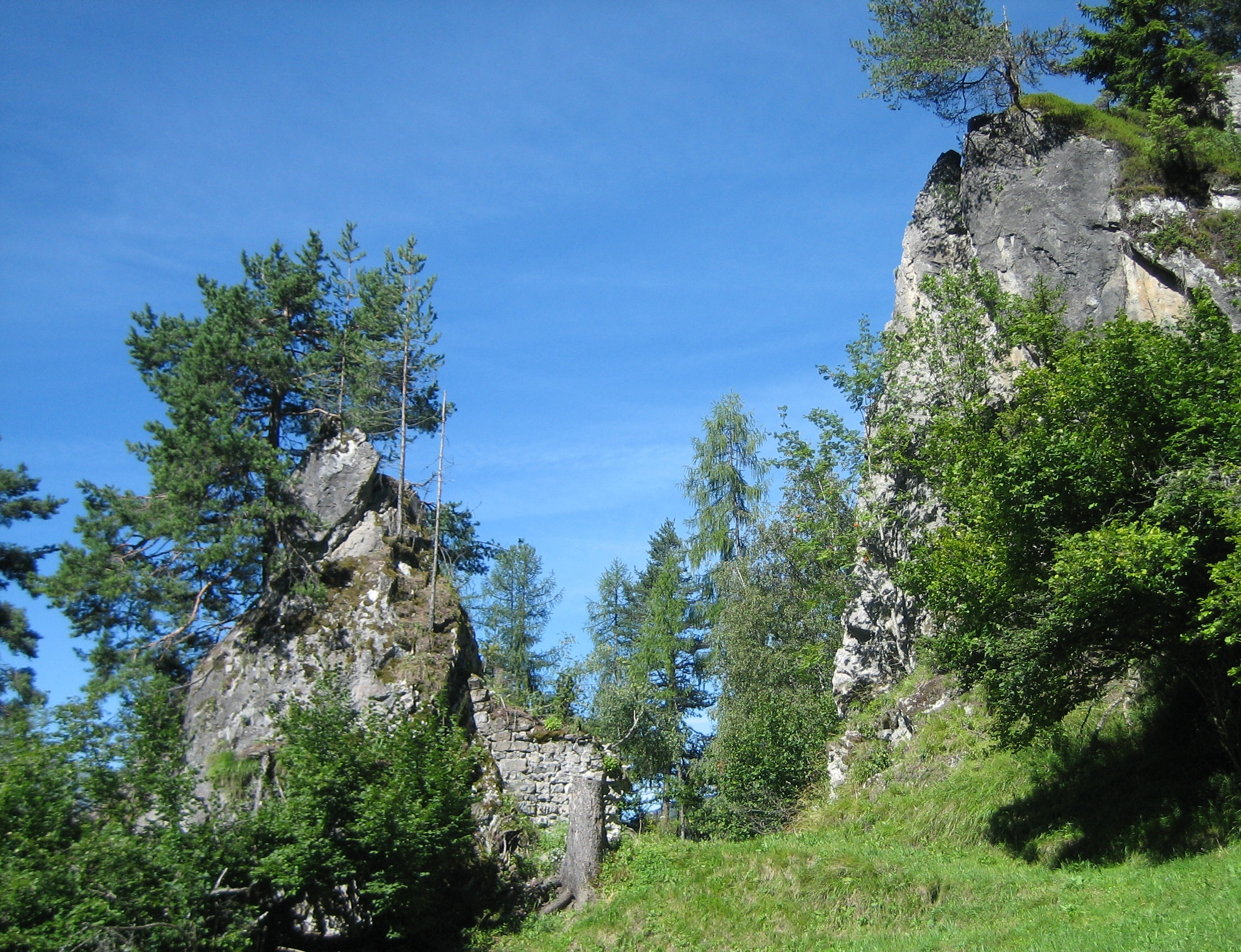
Zugang zur untersten Stufe

Auf der untersten Stufe lag eine geräumige Terrasse. Der Zugang erfolgte von Osten her durch einen schmalen Zugang, von dem sich Mauerreste und ein Kanal eines Sperrbalkens erhalten haben.

## Geschichte

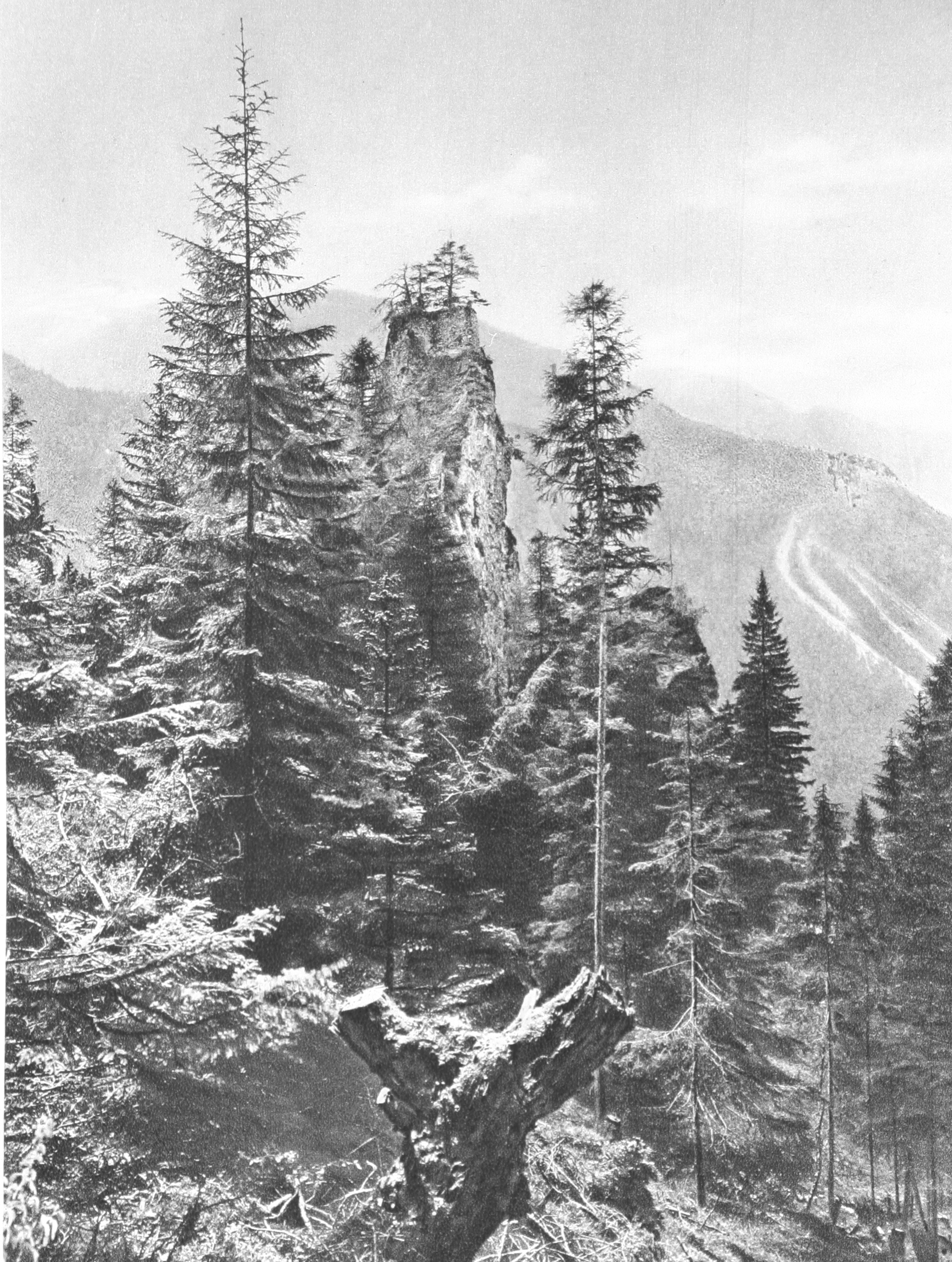
1896

Urkundliche Nachrichten über den Bau der Burg fehlen, es wird eine Erbauungszeit aus der zweiten Hälfte des 12. Jahrhunderts angenommen. Greifenstein war das Zentrum der Herrschaft Greifenstein, zu der neben Filisur auch Bergün, Latsch und Stuls gehörten. Die edelfreien Freiherren von Greifenstein waren nach dem Wappen stammesgleich mit den Freiherren von Wildenberg und Frauenberg in Ruschein. 1233 wird Rudolf von Greifenstein erwähnt, der an der Ermordung von Bischof Berthold beteiligt gewesen war und als Busse auf einen Kreuzzug geschickt wurde; dafür erhielt er Fristverlängerung bis 1237. 1243 sind in einer Vazer Urkunde Heinrich und Albert bezeugt: …Hainricus et Albertus de Grifinstain.
Burg und Herrschaft Greifenstein ging noch vor 1300 an die Wildenberger über; entweder waren die Greifensteiner ausgestorben oder ein Zweig von ihnen nannte sich wieder nach Wildenberg. 1297 wird ein Ortolf, Ammann in Greifenstein, als Zeuge in einer Wildenberger Urkunde genannt: Ortolfo ministor in Grifenstein. 1320 verpfänden Hugo von Wildenberg und seine Gattin Anna von Wildenberg die burch ze Griffenstaein, Bvrguen (Bergün), liute und gueter für 1150 Mark an das Hochstift in Chur.
Nach mehreren Besitzerwechseln – Planta aus Zuoz, Andreas von Marmels, Werdenberg, von Matsch, die von Greifenstein aus Bischof Hartmann angriffen – wurde die Burg 1394 von den Truppen des Bischofs erobert …und gab ihm Gott das Glükh, daz Sie die obgenandt drey Vestinen (Ramosch, Steinsberg und Greifenstein) gewannent und sich dero von Mätsch erwerent und wurde zum bischöflichen Zentrum im Albulatal. Am 2. Februar 1396 versprach der Bischof, den Leuten der Herrschaft ihre Rechte zu belassen und erhielt von ihnen der Treueid …als wir die vesti Griffenstain … in unsern gewalt habent bracht. Nach weiteren Auseinandersetzungen zwischen den Matsch und dem Bischof entschied 1421 als Schiedsrichter Herzog Ernst von Österreich, dass die Burgen beim Hochstift verbleiben sollen, dafür müsse der Bischof die Matscher und Toggenburger für Ramosch und Greifenstein mit 2500 Mark entschädigen. In einem Streit mit Bischof Ortlieb (1458–1491) besetzten Gotteshausleute unter anderem auch Greifenstein, wobei Zürich zugunsten des Bischofs intervenierte.
Bis zum Auskauf der Herrschaftsrechte durch die Gemeinden 1537 diente Greifenstein den bischöflichen Vögten als Amtssitz, dann wurde sie verlassen und zerfiel rasch. Ulrich Campell erwähnt sie um 1550 als zu einem guten Teil zerstört und innen öde. Das Dach blieb noch bis ins 19. Jahrhundert hinein erhalten. Der endgültige Zerfall erfolgte nach 1840, als Balken und zugehauene Steine für den Bau des Schulhauses verwendet wurden.

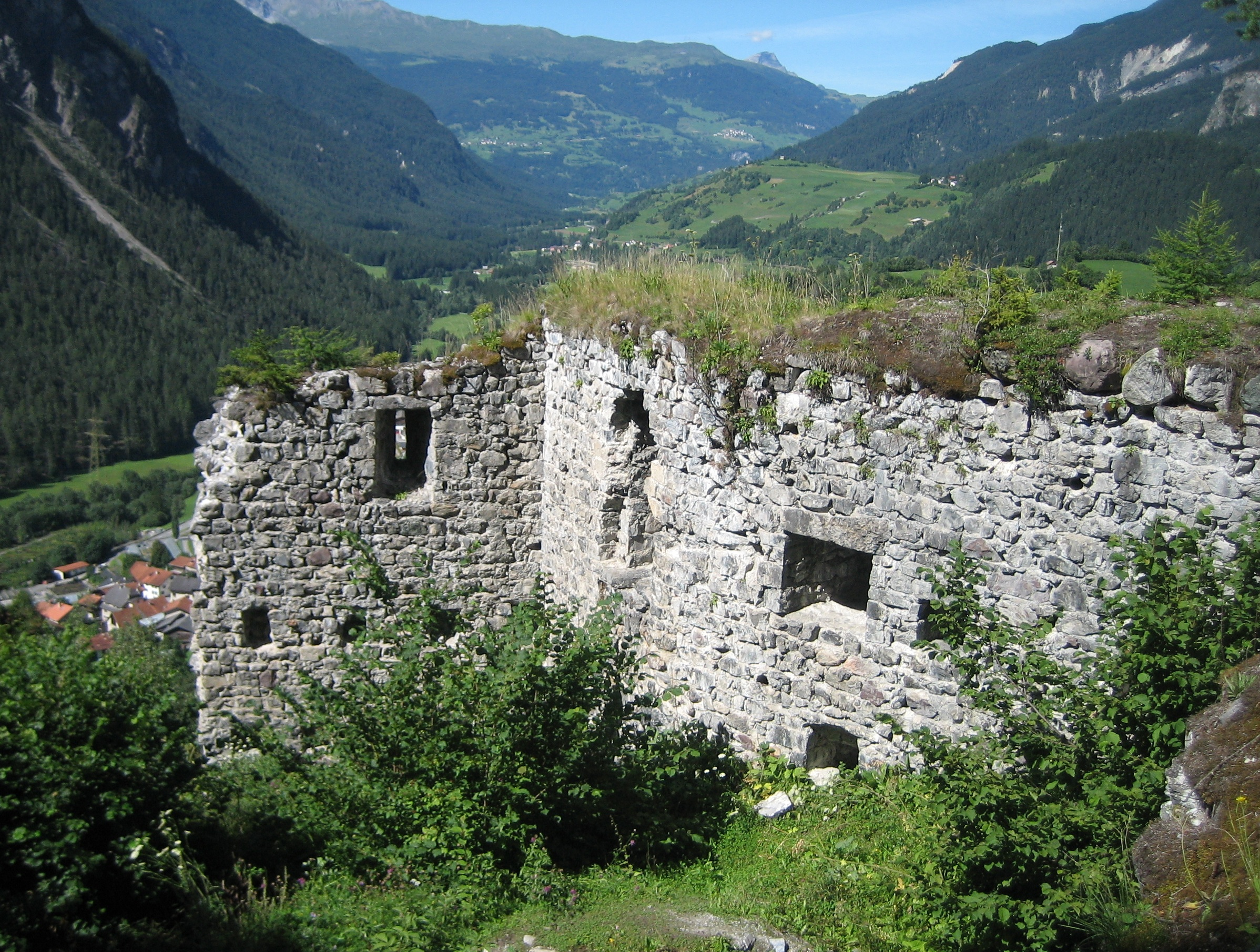
Ansicht nach Nordwesten
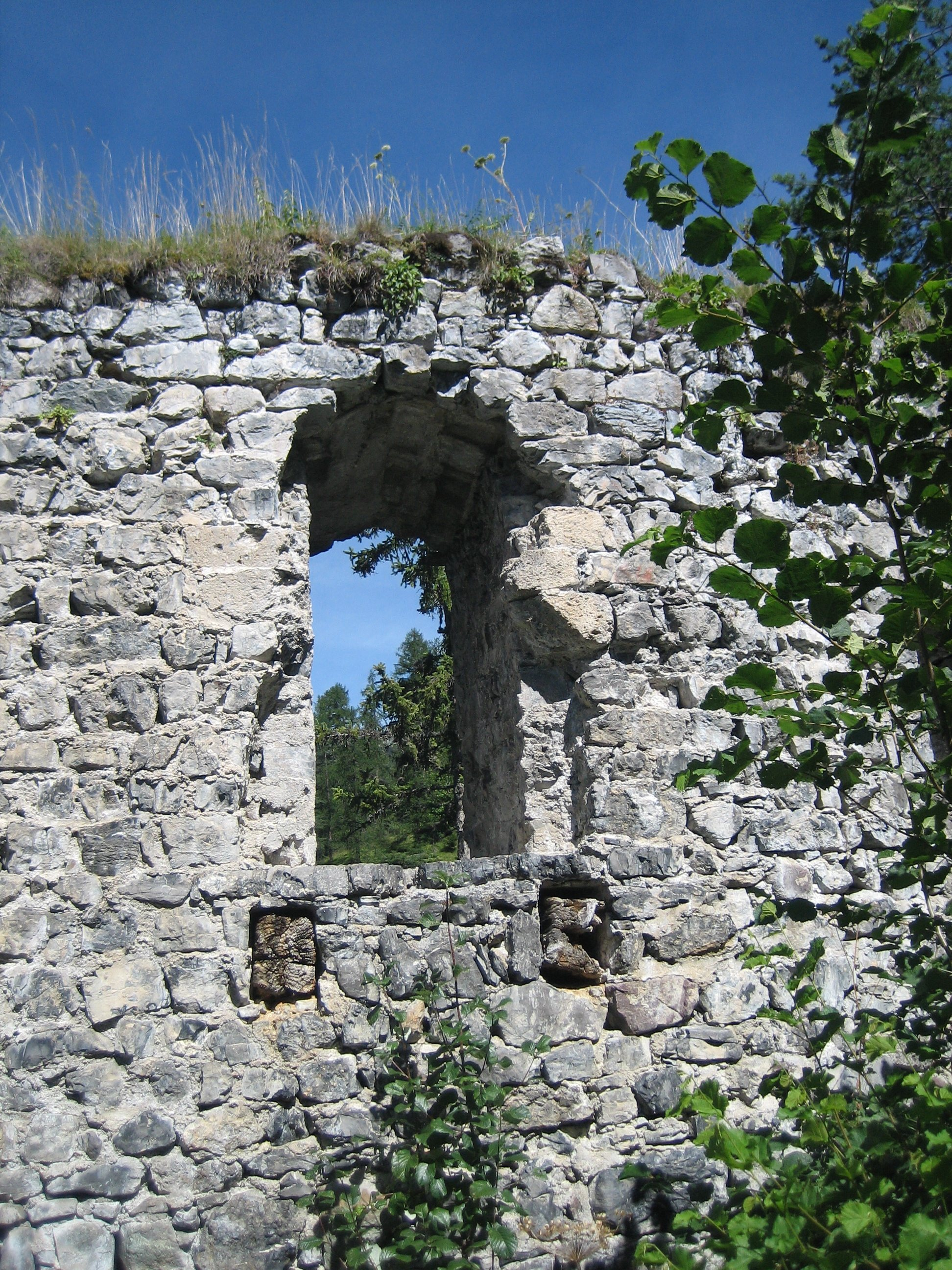
Fenster in der Nordwestwand
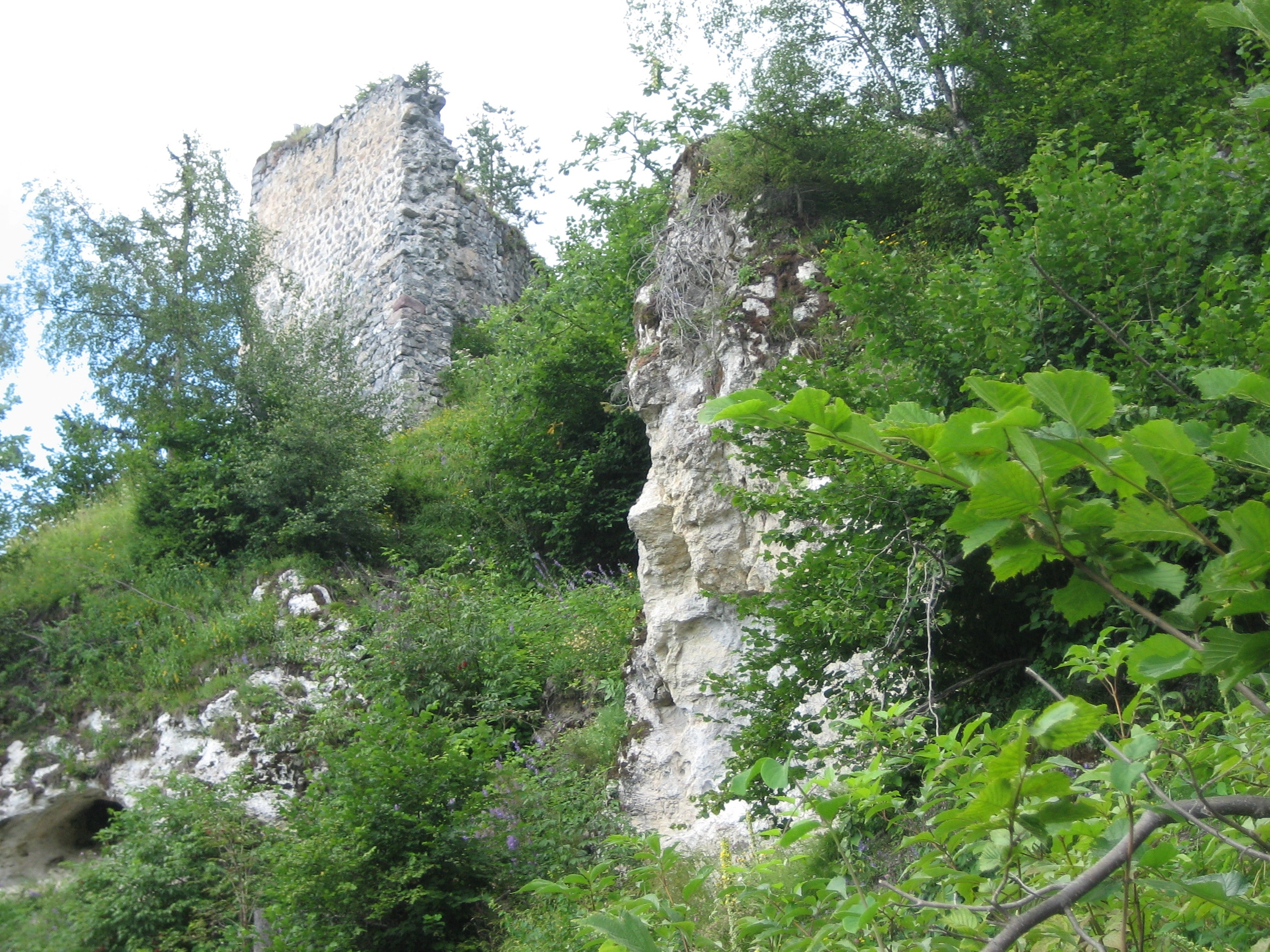
Ansicht von Süden
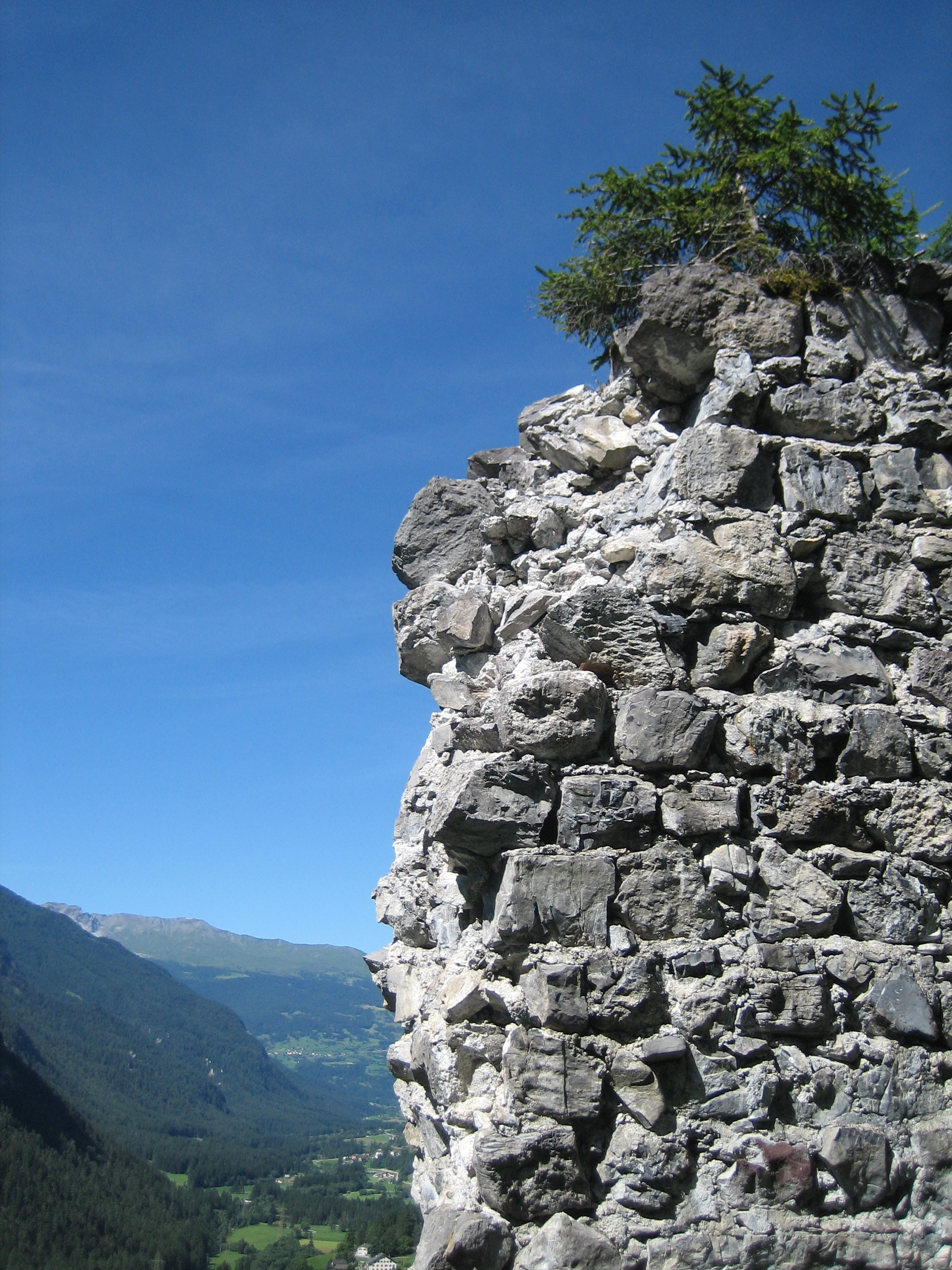
Mauerabbruch der Südwand